# إدوارد بلتز
إدوارد بلتز (بالإنجليزية: Edward Peltz)‏ (16 ديسمبر 1916 – 1969) هو ملاكم جنوب أفريقي راحل، مثّل بلاده في الألعاب الأولمبية الصيفية 1936.

## روابط خارجية
إدوارد بلتز على موقع أوليمبيديا (الإنجليزية)